# Унгвере, Олли Оскаровна
О́лли О́скаровна У́нгвере (урождённая Ольга Мари Бирк, эст. Olli Ungvere; 17 июня 1906, Выыпсу, Лифляндская губерния, Российская империя (ныне Ряпина уезда Пылвамаа, Эстония) — 12 декабря 1991, Пярну, Эстония) — эстонская и советская актриса

 театра и кино, певица

. Заслуженная артистка Эстонской ССР (1966).

## Биография
Дочь фабричного рабочего. После окончания школы, с 1931 по 1934 год училась вокалу в музыкальном училище в Тарту. Ещё будучи студенткой поступила в хор оперетты театра «Ванемуйне» в Тарту.
В 1930—1950 годах — актриса Эстонского академического театра драмы им. В.Кингисеппа, затем, до 1990 года — актриса театра «Эндла» в Пярну.
Дебютировала на сцене в оперетте Оскара Штрауса «Мариетта». За свою творческую 60-летнюю карьеру сыграла целый ряд театральных и киноролей.
Выступала в постановках по произведениям Шекспира, Шеридана, М. Паньоля, Э. Колдуэлла, М. Горького, Оноре де Бальзака, Карло Гольдони, Б. Брехта, К. Вайля, С. Рахманинова, Э. Олби, О. Лутса, Ф. Крейцвальда, А.-М. Юкскюла и многих других.
Похоронена на Пярнуском лесном кладбище.

## Избранные театральные роли
- 1945 — «Нашествие» (Л. Леонов) — Ольга
- 1959 — «Atlandi heeringas» (U. Lahe) — Амалия
- 1984 — «Чёрные кошки не могут видеть ночью» (О. Кооли) — Таали
- 1988 — «Оборотень» (А. Китцберг) — бабушка

## Избранная фильмография
- 1981 — Происшествие в каникулы / Keskpäev — именинница бабушка Каура
- 1983 — Замкнутый круг / Suletud ring — свидетель
- 1985 — Мамуре (фильм-спектакль) / Mamouret — мадам Мамуре
- 1989 — День ряженых (короткометражный) / Mardipäev — бабушка